# PLASTIC GENERATION
『PLASTIC GENERATION』（プラスティック・ゼネレーション）は、日本の歌手・郷ひろみの16枚目のオリジナルアルバムである。1981年5月1日にCBS・ソニーから発売された。

## 内容
帯コピー
射るようなまぶしさ。
ヒロミック・ワールド　鮮やかにひろがる。
前作『How many いい顔』から4か月ぶりの作品。『SUPER DRIVE』以来3作ぶりに全てオリジナル曲で構成されている。
今作は『Narci-rhythm』以来6作ぶりにディスコ色の強い作品となっており、サウンド面ではニュー・ウェイヴやファンカラティーナも意識した仕上がりとなっている。
同時発売のシングルである「お嫁サンバ」（アルバム・バージョンで収録）を除く全ての楽曲のアレンジを萩田光雄が手掛けている。

## 収録曲

### LP盤
| 全編曲: 萩田光雄。 |                       |           |            |       |
| #                  | タイトル              | 作詞      | 作曲       | 時間  |
| 1.                 | 「禁句 S」            | 島武実    | 林哲司     | 3:47  |
| 2.                 | 「パピリオ」          | 神田広美  | 林哲司     | 4:08  |
| 3.                 | 「P-Generation」      | 島武実    | 小田裕一郎 | 3:39  |
| 4.                 | 「モノクローム Girl」 | 三浦徳子  | 小田裕一郎 | 2:57  |
| 5.                 | 「10 Years After」    | 島武実    | 萩田光雄   | 5:09  |
| 合計時間:          | 合計時間:             | 合計時間: | 合計時間:  | 19:40 |

| 全編曲: 萩田光雄（#4、編曲: 船山基紀）。 |                                      |           |            |       |
| #                                        | タイトル                             | 作詞      | 作曲       | 時間  |
| 1.                                       | 「Stardust Hotel」                   | 神田広美  | 萩田光雄   | 3:51  |
| 2.                                       | 「Only One Is Number One」           | 三浦徳子  | 小田裕一郎 | 3:29  |
| 3.                                       | 「Lonely Dancer」                    | 神田広美  | 萩田光雄   | 4:02  |
| 4.                                       | 「お嫁サンバ」(38thシングルの表題曲) | 三浦徳子  | 小杉保夫   | 4:03  |
| 5.                                       | 「スターダスト・メロディー」         | 三浦徳子  | 林哲司     | 4:30  |
| 合計時間:                                | 合計時間:                            | 合計時間: | 合計時間:  | 19:55 |

### CD盤
| 全編曲: 萩田光雄（#9、編曲: 船山基紀）。 |                              |           |            |       |
| #                                        | タイトル                     | 作詞      | 作曲       | 時間  |
| 1.                                       | 「禁句 S」                   | 島武実    | 林哲司     | 3:47  |
| 2.                                       | 「パピリオ」                 | 神田広美  | 林哲司     | 4:08  |
| 3.                                       | 「P-Generation」             | 島武実    | 小田裕一郎 | 3:39  |
| 4.                                       | 「モノクローム Girl」        | 三浦徳子  | 小田裕一郎 | 2:57  |
| 5.                                       | 「10 Years After」           | 島武実    | 萩田光雄   | 5:09  |
| 6.                                       | 「Stardust Hotel」           | 神田広美  | 萩田光雄   | 3:51  |
| 7.                                       | 「Only One Is Number One」   | 三浦徳子  | 小田裕一郎 | 3:29  |
| 8.                                       | 「Lonely Dancer」            | 神田広美  | 萩田光雄   | 4:02  |
| 9.                                       | 「お嫁サンバ」               | 三浦徳子  | 小杉保夫   | 4:03  |
| 10.                                      | 「スターダスト・メロディー」 | 三浦徳子  | 林哲司     | 4:30  |
| 合計時間:                                | 合計時間:                    | 合計時間: | 合計時間:  | 39:35 |